# Ilhas Salomão nos Jogos Olímpicos de Verão de 2024
Ilhas Salomão participaram dos Jogos Olímpicos de Verão de 2024, realizados em Paris, na França. Foi a 11. aparição consecutiva do país nos Jogos Olímpicos desde a estreia em Los Angeles 1984.
Foi representado por duas atletas que competiram no atletismo e na natação, mas nenhuma conquistou medalhas.

## Competidores
Esta foi a participação por modalidade nesta edição:
| Esporte   | Masculino | Feminino | Total |
| --------- | --------- | -------- | ----- |
| Atletismo | 0         | 1        | 1     |
| Natação   | 0         | 1        | 1     |
| Total     | 0         | 2        | 2     |

## Desempenho

### Atletismo
- Q = Qualificado para a próxima fase
- q = Qualificado para a próxima fase como o perdedor mais rápido ou, em eventos de campo, pela posição sem atingir o alvo para qualificação
- N/A = Fase não aplicável para o evento
- Bye = Atleta não precisou disputar aquela fase

Feminino
Eventos de pista
| Atleta         | Evento | Preliminar | Preliminar | Baterias    | Baterias    | Semifinal   | Semifinal   | Final       | Final       | Ref.  |
| Atleta         | Evento | Tempo      | Pos.       | Tempo       | Pos.        | Tempo       | Pos.        | Tempo       | Pos.        | Ref.  |
| -------------- | ------ | ---------- | ---------- | ----------- | ----------- | ----------- | ----------- | ----------- | ----------- | ----- |
| Sharon Firisua | 100 m  | 14.31      | 9          | Não avançou | Não avançou | Não avançou | Não avançou | Não avançou | Não avançou | [ 5 ] |

### Natação
Feminino
| Atleta          | Evento     | Eliminatórias | Eliminatórias | Semifinal   | Semifinal   | Final       | Final       | Ref.  |
| Atleta          | Evento     | Tempo         | Pos.          | Tempo       | Pos.        | Tempo       | Pos.        | Ref.  |
| --------------- | ---------- | ------------- | ------------- | ----------- | ----------- | ----------- | ----------- | ----- |
| Isabella Millar | 50 m livre | 31.32         | 67            | Não avançou | Não avançou | Não avançou | Não avançou | [ 6 ] |